# Riverdale
För andra betydelser, se Riverdale (olika betydelser).
Riverdale är en amerikansk ungdomsserie som hade premiär i USA den 26 januari 2017 på kanalen The CW. Serien är baserad på rollfigurer från Archie Comics och den fiktiva platsen Riverdale. Netflix äger rättigheterna för att visa TV-serien internationellt.
Serien gick i sju säsonger. I januari 2020 förnyades serien för en femte säsong som hade premiär den 20 januari 2021. I februari 2021 förnyades serien för en sjätte säsong som har premiär den 16 november 2021. I mars 2022 förnyades serien för en sjunde och sista säsong, som hade premiär 2023.

## Handling
Serien följer fyra ungdomars liv i den lilla staden Riverdale och utforskar mörkret dolt bakom dess till synes perfekta fasad. Riverdale har blivit till mysteriernas stad. Fem säsonger med varsitt mysterium.

## Rollista
- KJ Apa som Archie Andrews[9]
- Lili Reinhart som Betty Cooper[10]
- Camila Mendes som Veronica Lodge[11]
- Cole Sprouse som Jughead Jones[10]
- Marisol Nichols som Hermione Lodge (födelsenamn Gomez)[12] (säsong 1–5, speciell gäststjärna säsong 6)
- Madelaine Petsch som Cheryl Blossom[13]
- Ashleigh Murray som Josie McCoy (säsong 1–4; gäststjärna säsong 5)[9]
- Mädchen Amick som Alice Cooper[14]
- Luke Perry som Fred Andrews (säsong 1–3)[15]
- Mark Consuelos som Hiram Lodge (född Jaime Luna) (säsong 2–5, speciell gäststjärna säsong 6)[16][17]
- Casey Cott som Kevin Keller (säsong 2–nu, återkommande säsong 1)[18]
- Skeet Ulrich som F. P. Jones (säsong 2–5, återkommande säsong 1)[19]
- Charles Melton som Reggie Mantle (säsong 3–nu, återkommande säsong 2)[20]
- Vanessa Morgan som Toni Topaz (säsong 3–nu, återkommande säsong 2)[21]
- Drew Ray Tanner som Fangs Fogarty (säsong 5–nu, återkommande säsong 2–4)
- Erinn Westbrook som Tabitha Tate (säsong 5–nu)

## Produktion

### Utveckling
Författaren Roberto Aguirre-Sacasa och regissören Jason Moore tog projektet till Warner Bros. för en Archie-film, där en chef rekommenderade en mer high concept riktning med tidsresor eller interdimensionella portaler, chefen föreslog att Louis C.K. kunde porträttera en äldre Archie. Riverdale utvecklades ursprungligen av Fox, med nätverket som landade projektet år 2014 med ett pilotavsnitt. Fox gick dock inte vidare med projektet. År 2015 flyttades seriens utveckling till The CW, som officiellt beställde ett pilotavsnitt den 29 januari 2016. Den 7 mars 2017 meddelade CW att serien hade förnyats för en andra säsong. Den 2 april 2018, förnyade CW serien för en tredje säsong.
Den 7 januari 2020 förnyades serien för en femte säsong som hade premiär i januari 2021.
Den 3 februari 2021 förnyades serien för en sjätte säsong.

### Rollbesättning
Att hitta Archie var en svår process. Aguirre-Sacasa säger ”Jag tror att vi bokstavligen såg varje rödhårig ung kille i Los Angeles. Det kändes verkligen som det.” Produktionsgruppen hittade KJ Apa bara tre dagar före de var tvungna att presentera skärmtester till nätverket, vilket skapade spänning under de sista dagarna som ledde fram till studiopresentationen.
I april 2017, meddelades det att Mark Consuelos hade skrivit på för andra säsongen för rollen som Veronica Lodges pappa, Hiram Lodge. Nästa månad, blev det meddelat att Charles Melton skulle ta över rollen som Reggie från Ross Butler under säsong 2 på grund av hans huvudroll i ungdomsserien Tretton skäl varför.
Den 23 februari 2020 meddelades att både Skeet Ulrich och Marisol Nichols skulle lämna serien. I juni 2020 avslöjade Nichols dock att efter att ha haft ett långt samtal med showrunner Aguirre-Sacasa, att hon skulle stanna kvar för säsong fem. I september 2020 meddelades att Erinn Westbrook rollbesattes som karaktären Tabitha Tate, barnbarnet till Pop Tate. I januari 2021 rollbesattes Chris Mason i en återkommande roll för den femte säsongen som Chad Gekko, Veronicas make.

## Mottagande
Den första säsongen av Riverdale har generellt fått positiva recensioner från kritiker. På Rotten Tomatoes har den ett betyg på 88 procent baserat på 54 recensioner, med en genomsnittlig rankning på 7.27/10. På Metacritic, har första säsongen en poäng på 68 av 100 baserat på 36 kritiker, vilket indikerar ”allmänt positiva recensioner”.

### Kritik
Vissa skribenter har kritiserat serien för dess hantering av minoritetskaraktärer. Under granskningen av den första säsongen, förklarade Kadeen Griffiths från Bustle att "serien marginaliserar och ignorerar icke-vita personer i rollbesättningen till den punkt där de lika bra inte behöver vara med". Monique Jones av Ebony noterade, ”Trots seriens mångfaldiga rollbesättning, verkar det som om Riverdale fortfarande är en mestadels vit stad.” Hon uttryckte också sin förtjusning över förhållandet mellan Archie Andrews och Valerie Brown, men förklarade att ”Archie ska inte vara det som gör Valerie intressant för oss”. Efter George Floyd-protesterna kritiserade Vanessa Morgan seriens manusförfattare på sociala medier för att underutnyttja och åsidosätta minoritetskaraktärer inom olika berättelser. Strax efter svarade Roberto Aguirre-Sacasa i en tweet genom att lova att förändra och göra bättre för dessa karaktärer i framtida berättelser.

### Popularitet på Netflix
Riverdale har noterats som en av de mest populära program över hela världen på den populära streamingplattformen, Netflix. Säsong fyra publicerades på webbplatsen i USA den 15 maj 2020 och förblev bland de tio bästa titlarna på hela plattformen för följande månad. I Storbritannien var det också det mest populära programmet för streamingtjänsten i maj.